# ميخائيل كافالاشفيلي
ميخائيل كافيلاشفيلي (بالجورجية: მიხეილ ყაველაშვილი؛ من مواليد 1971) هو سياسي جورجي ولاعب كرة قدم محترف سابق أدى اليمين الدستورية، وأصبح الرئيس المنتخب السغدس لجورجيا في 29 ديسمبر 2024، رغم أنه متنازع عليه قاطعت المعارضة، وكذلك بعض المجتمع الدولي، انتخابه واعترضت عليه. وكان المرشح الوحيد في الاقتراع.
كلاعب، كان مهاجمًا لعب بشكل ملحوظ في الدوري الإنجليزي الممتاز مع مانشستر سيتي وفي الدوري السويسري الممتاز مع نادي غراسهوبر زيوريخ ولوسيرن وسيون وآراو وبازل. كما لعب مع نادي دينامو تبليسي وسبارتاك فلاديكافكاز. لعب 46 مباراة مع منتخب جورجيا وسجل تسعة أهداف.
انتقل إلى السياسة في عام 2016، وانتخب عضوًا في برلمان جورجيا في حزب الحلم الجورجي، قبل أن يغادر لإنشاء منظمة تابعة للحزب الحاكم، قوة الشعب، والتي لا تعتبر مستقلة إلا اسميًا عن الحلم الجورجي.
في 27 نوفمبر 2024، رشح حزب الحلم الجورجي الحاكم كافيلاشفيلي كمرشح لرئاسة جورجيا. في 14 ديسمبر 2024، انتُخب رئيسًا لجورجيا، في عملية اعتبرها المتظاهرون "غير شرعية"، حيث حصل كافيلاشفيلي على 99.55٪ من الأصوات الانتخابية المدلى بها<re>4 من أصل 225 صوتًا اختياريًا دراميًا في جورجيا، حصل كافيلاشفيلي على 224 صوتًا وتم تصنيفه كصوت غير صالح.</ref> ولم يترشح أي مرشح آخر بسبب مقاطعة المعارضة. كانت هذه هي المرة الأولى في تاريخ جورجيا التي يترشح فيها مرشح رئاسي بدون أي مرشحين آخرين على ورقة الاقتراع.